# Esprit Holdings

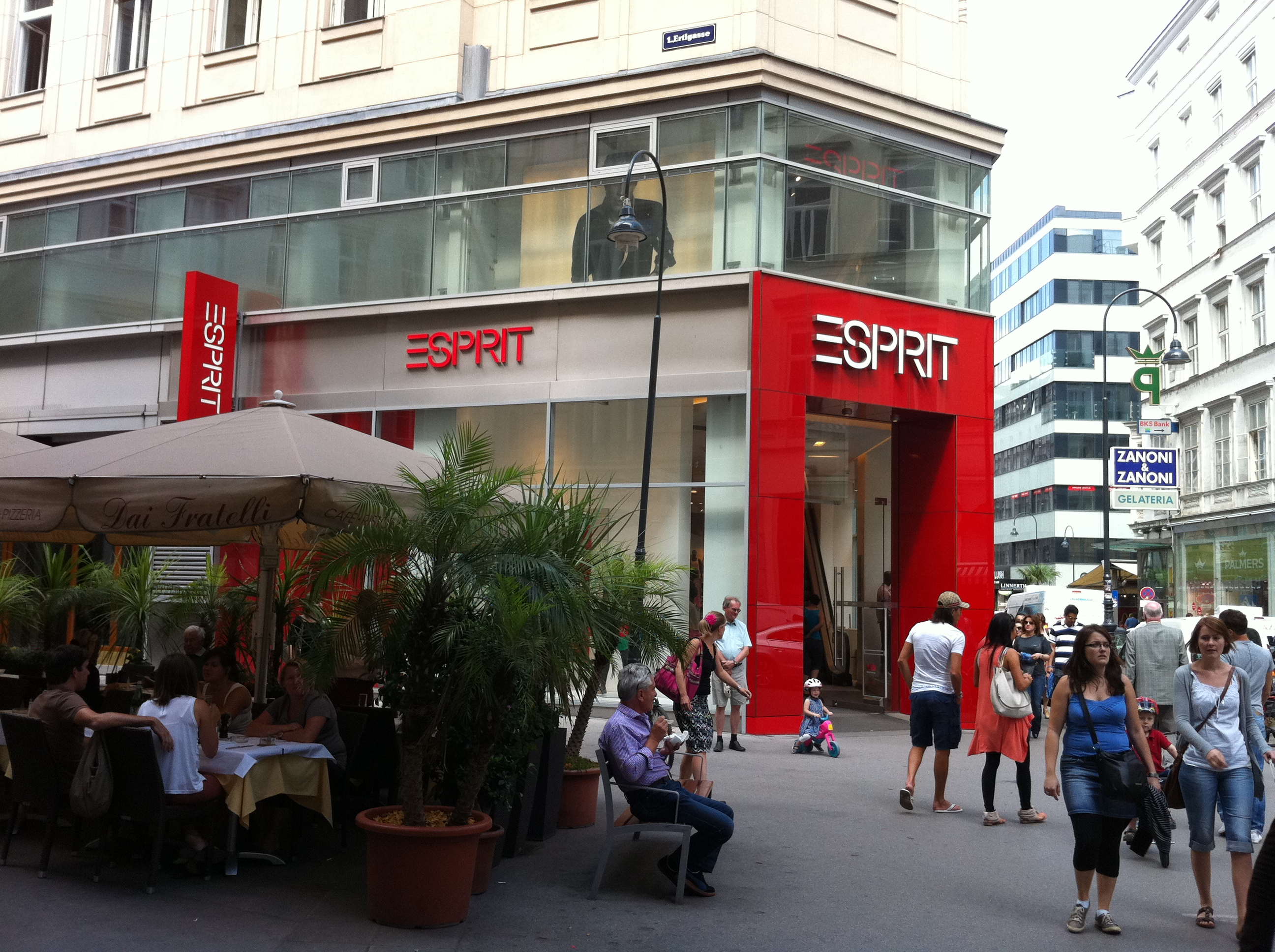
Negozio Esprit a Vienna

La Esprit Holdings Limited (in cinese 思捷環球控股有限公司) è un'azienda cinese produttrice di abbigliamento, calzature, accessori, gioielli e articoli per la casa. La società ha sede a Kowloon (Hong Kong) e a Ratingen (vicino a Düsseldorf, in Germania) ed è quotata alla Borsa di Hong Kong.

## Fatturato
Nell'anno d'esercizio 2007-2008 ha generato un fatturato mondiale di circa 3,25 miliardi di euro (al 30 giugno 2008). Gestiva oltre 900 negozi al dettaglio in tutto il mondo e vendeva i propri prodotti in circa 8 500 punti vendita con più di 1,1 milioni di metri quadrati di spazi commerciali in 40 paesi. Il gruppo possiede il marchio di cosmetici Red Earth.
Il 27 settembre 2011 la Esprit Holdings aveva un valore di circa 1,4 miliardi di dollari, ma ha registrato una perdita di oltre il 90% rispetto a quattro anni prima dove veniva valutata 20 miliardi di dollari. Secondo Credit Suisse, il marchio Esprit ha un valore di 3,4 miliardi di dollari, ma dal 2012 la valutazione è in forte calo. Esprit ha abbandonato la maggior parte dei mercati globali, riducendo i negozi in Cina, Australia, Hong Kong e chiudendo in Nord America e in Canada. Nel 2013 ha nominato un nuovo CEO per rilanciare il marchio.